# Thiago Souto
Thiago Souto Pereira, mais conhecido como Thiago Souto (São Paulo) é um quadrinista, ilustrador e designer brasileiro. Seu primeiro trabalho publicado foi na coletânea experimental Supernova, de 2013, que reuniu quatro histórias com roteiros de Rodrigo Venkli. No ano seguinte, Thiago publicou o romance gráfico Mikrokosmos, sendo indicado ao 27º Troféu HQ Mix na categoria "novo talento (desenhista)". Depois disso, Thiago participou da coleção Ugrito com a HQ Time Lapse e lançou os romances gráficos Labirinto (editora Mino, 2017) e Por muito tempo tentei me convencer de que te amava (Balão Editorial, 2018). Por Labirinto, Thiago ganhou o 34º Prêmio Angelo Agostini na categoria "melhor lançamento". Em 2019, Labirinto foi lançada na Polônia pela editora Mandioca, com tradução de Marek Cichy.